# Квітуча вулиця (Київ)
Квіту́ча ву́лиця — вулиця в Голосіївському районі міста Києва, місцевість Пирогів. Пролягає від початку забудови до Комунальної вулиці.
Прилучається вулиця Академіка Заболотного.

## Історія
Вулиця відома з 1-ї половини XX століття. Сучасна назва — з 1957 року.